# 芝加哥商品交易所集團
芝加哥商品交易所集團（英語：Chicago Mercantile Exchange Group），簡稱芝商所（CME Group），是一家全球公司。它是世界上最大的衍生性金融商品交易所。
- 芝加哥商品交易所 (CME)
- 芝加哥期貨交易所 (CBOT)
- 紐約商品期貨交易所 (NYMEX) and COMEX
- 堪薩斯市期貨交易所 (KCBOT)
- 標普道瓊指數 (27.0% ownership)

## 外部連結
- - CME Group的商業數據：Google Finance
  - Yahoo! Finance
  - Reuters
  -  SEC filings
- The CME Group Collections at University of Illinois at Chicago
- 芝加哥商品交易所集團：CME Group Inc. website （页面存档备份，存于）（英文）
- 芝加哥商品交易所集團：CME Group Inc. website （页面存档备份，存于）（中文）